# Sardis (Ohio)
Sardis – jednostka osadnicza w Stanach Zjednoczonych, w stanie Ohio, w hrabstwie Monroe.